# Chiesa di San Domenico (Fermo)
La chiesa concattedrale di San Domenico la cui edificazione iniziò nel 1233 sull'area stessa dove sorgeva la chiesa di San Tommaso Apostolo, donata, stando alla tradizione, nel 1216 ai Predicatori da don Giovanni Albertoni dei Paccaroni che, nel 1214, aveva per due mesi ospitato san Domenico predicatore a Fermo.
La facciata a capanna reca, sotto l'occhio, un portale a strombo cuspidato con arco a tutto sesto (1445), ricco di minuti intagli in cotto. Da notare anche il portalino dell'oratorio a destra dedicato alla Madonna del Rosario e a don Damiano Ferrini missionario e parroco di San Domenico. L'abside è dotata di un altare maggiore (4x1,5x0,25 m) consacrato nel 1422, costituito da una grande lastra monolitica di travertino, sostenuta da una serie di arcatine a tutto sesto dentro le quali sono iscritte trilobi voltati su tredici colonnine, a tortiglione e a spina, coronate da capitelli di tipo romanico; gli stalli corali in noce, intagliati e intarsiati nel 1448 da Giovanni da Montelparo, con una fuga capricciosa di ruote gotiche, quadrilobi a foggia di giglietti, reti a losanga, svariati raccordi di curve e di foglie fiammeggianti; la mostra dell'organo dalle pompose decorazioni barocche in legno, intagliate dall'artigiano fermano Benedetto Antolucci nel 1695 e dorate nel 1722, con lo strumento costruito dal veneto Gaetano Callido nel 1803.